# 魯達科瓦湖

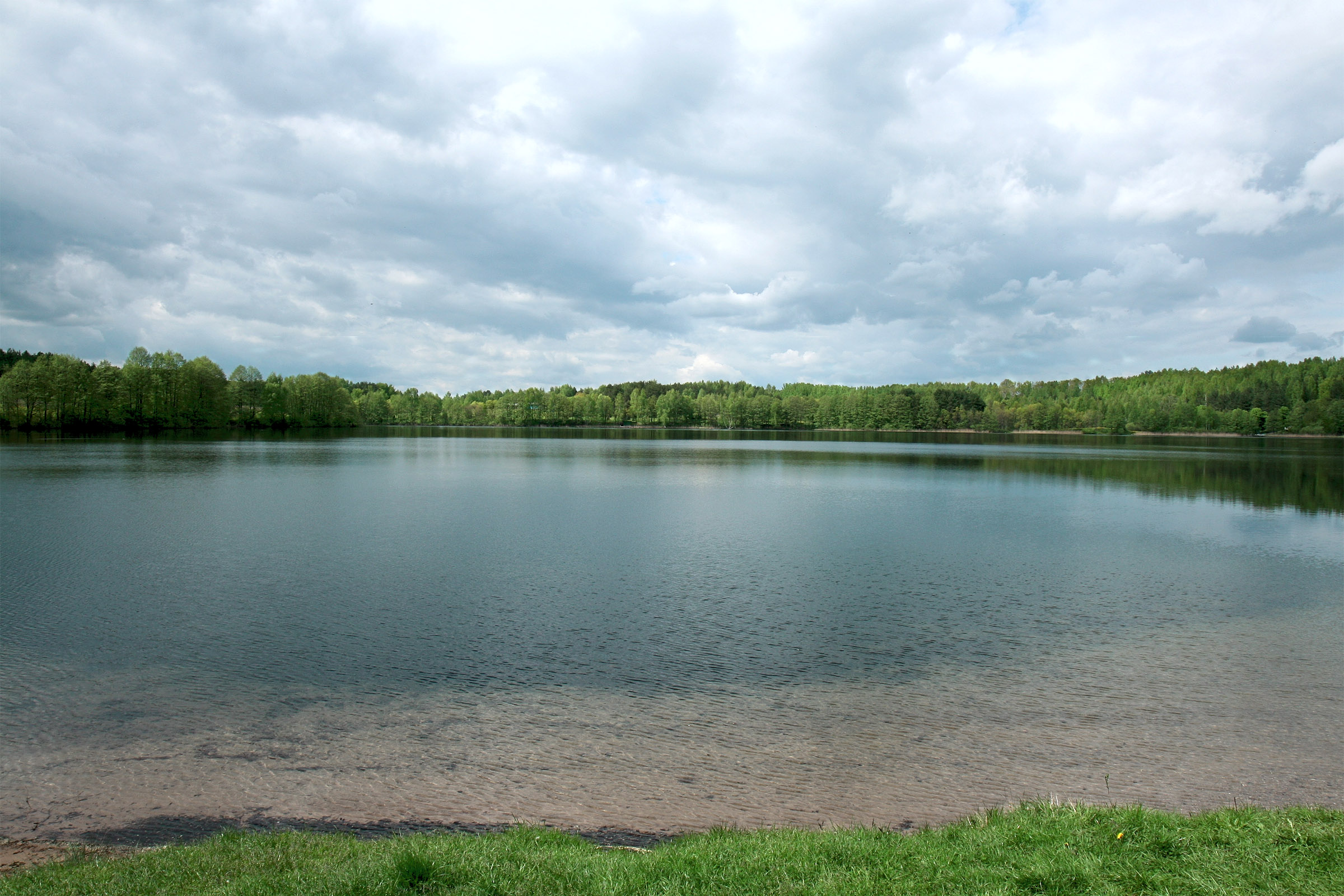
魯達科瓦湖

魯達科瓦湖（白俄羅斯語：Рудакова）是白俄羅斯的湖泊，位於米亞德利西北4公里，由明斯克州負責管轄，長0.7公里、寬0.56公里，面積0.24平方公里，流域面積1.16平方公里，湖岸線長度2.01公里，平均水深11.3米，最大水深28.6米。